# Courtney Brown
Courtney Brown, född 21 april 1965, är en friidrottare från Kanada. Han deltog vid olympiska sommarspelen 1988.